# あの星が降る丘で、君とまた出会いたい。
『あの星が降る丘で、君とまた出会いたい。』（あのほしがふるおかで きみとまたであいたい）は、汐見夏衛による日本の小説。    
『あの花が咲く丘で、君とまた出会えたら。』の続編として、小説投稿サイト「野いちご」で『あの夏の光の中で、君と出会えたから。』のタイトルで公開され、大幅加筆した新版が、同社の「ノベマ!」で改題の上連載され、2020年12月にはスターツ出版文庫として刊行された。
特攻隊の青年・佐久間彰の生まれ変わりである中学2年の転校生の男子・宮原涼が1945年から現代に帰還した加納百合と出会い、お互いに惹かれながらも、百合が彰に対する思いを持ち続けていることへの葛藤を乗り越えようとする姿などが描かれる。
2026年に同タイトルで映画化され、公開予定。

## 製作
前作『あの花が咲く丘で、君とまた出会えたら。』のラストには本作の主人公・涼が前作の主人公・百合と出会う場面が描かれている。
この場面について、作者の汐見は「前作で百合が恋をした相手・彰の生まれ変わりが現れたことを、快く思われなかった読者様もいらっしゃいました。涼の登場にショックを受けた、お気持ちに水を差されたと感じる方には申し訳ないと思っております。」とした上で、「百合が涼に出会うこと、そして彰が百合に出会い直すことは、私の中ではどうしても書かなければいけないことでした。」、「まだ14歳の百合がこれから先の人生をひとりで生きている姿を想像すると、作者としては、やはり年若い彼女にそのような決断をさせるのは忍びないと感じました。」と語っている。

## あらすじ
中学2年の男子・宮原涼には物心ついた頃から何度も見る夢があった。空を飛んでいる夢、飛行機を操縦している夢、それに百合の花に囲まれて空を見上げる長い黒髪の女の子の後ろ姿の夢。
涼は父親が急な県外転勤となったため、夏休みの直前で転校となり、転校先の学校で、同級生の女子・加納百合と出会う。なぜか顔も知らない夢の中の女の子を思い出し、「やっと見つけた」という不思議な思いがこみ上げてくる。そして、まっすぐで凛とした百合に涼はどんどん惹かれていく。
変な時期の転校だったが、クラスは明るくて元気な生徒が多く、涼は転校初日から受け入れてもらえた。サッカー部に入部し、祐輔と聡太という仲間もできた。
そんなある日、教室で浅井という男子生徒が席を外している時に、彼の机に雑草の生けられた花瓶が置かれ、白いチョークで「死」と書かれていた。それを見た百合は花瓶を払いのけ、首謀者の三島という男子とその取り巻きに向かって「何にも知らないくせに…、死なんて言葉軽々しく使うな!」と叫ぶ。
涼は心配そうに百合の隣に立ち、一緒に浅井の机を拭き始める。三島は屈辱に歪んだ表情で百合を侮辱する言葉を吐き始めたため、涼が三島のもとに駆け寄り、近くの机に両手を叩きつけ、三島を睨みつけて情けないことするなとたしなめると三島たちは引きつった顔でお互いに目配せをしだす。祐輔と聡太、それに橋口たち女子も片付けを手伝ってくれた。いつもと変わらない状態になった時に帰ってきた浅井が何も知らなくてよかったと涼は思う。
夏休みになって、涼たちは社会科見学の発表の準備を進め始める。百合と同じ「図書館で調べ物をする係」になった涼は、他のメンバー2人が用事で参加できずに百合と2人きりになる。百合は特攻隊についてよく知らないから教えてほしいという涼に詳しく話していく。まるで体験してきたかのように語りかける百合の言葉には隠しようもない悲しみと苦しみが含まれていた。
戦争の資料に隊員の遺書が載っていて、その中の「育てて頂いた御恩を返すこともなく…」という言葉をきっかけに、百合は「前にね、すごくお世話になった人たちがいて」と語りはじめ、二度と会えなくなって恩返しもできなかった話を涼に語っていく。すると、涼は「恩送り」という言葉のことを話して、優しくしてもらった分を今度はほかの困っている人に送る「恩送り」として優しくすればいいと言う。百合は嬉しく、ほっとして泣き出してしまう。
ある日、海を見たことがないと言う百合に、涼が自分が前に住んでいた街の海を一緒に見ないかと声をかけ、話はすぐ決まって明日出発となる。翌日、待ち合わせの駅で涼が顔色の良くないのを心配した百合が話しかけ、電車の中で涼が昨日のサッカーをめぐる親との言い争いのことを話すと、百合は夢を諦めないでと言い出す。平和な時代に生まれることができた私たちはなにひとつ諦めたらいけないと言い、納得するまで何度でも両親に話せばきっと分かってくれると話す。
百合の言葉に勇気をもらった涼は感激して思わず百合に告白する。百合の頬が赤く染まるが、だんだんと表情を変えていき、無言のまま電車に揺られる。駅に着いて並んで砂浜を歩きながら、しばらくして、百合は戦時中にタイムスリップしたこと、特攻隊員の彰に出会ったことを涼に話し始め、涼が彰の生まれ変わりであることを話していく。涼も昔から何度も見る夢の女の子のことや百合の丘、星空のことなどを話すと、百合の瞳に喜びの色が浮かび、泣きそうなほど潤んでいる。
だが、前世の記憶を持たない涼からしたら、百合は自分のことを好きなのではなく、自分の中にいる彰のことが好きなのだと思ってしまう。あくまでも自分ではなく、彰が好きなのだと思い詰めた涼は「…ごめん、無理だ」と言葉を残し百合から去る。卒業後は別々の高校に進学したので、それ以来顔も見ることはなかった。
涼が百合と再会するのは大学2年の冬。バイト先の居酒屋で偶然中学2年の時の同級生・橋口に会ったことがきっかけとなる。百合のことを聞くと「もしかしたらうまくいったかもしれないのに、わたしのせいで、だめになっちゃった」と百合が言っていたと伝えられ、いたたまれない気持ちになる。
涼は「特攻記念館」に行き、佐久間彰の写真や百合への手紙を見つけ、この手紙を確かに自分が書いたことを心が覚えている。彰の魂を、想いを引き継いでいると強く感じる。そして、百合に会いたいと連絡し、その日の夜、百合ヶ丘公園の思い出のベンチで2人は6年ぶりに再会する。
百合は大学の国際学科で戦争や紛争をなくすための方法をいろいろ勉強して考えているという。まっすぐで強いまなざしも純粋で優しい心も涼にとってはかけがえのない魅力だし、彰もこういうところに惹かれていたのだろうと感じた。そして百合を見て、彰には言えなかったことを噛みしめるように言う。「―百合が好きだ。大好きだ。一生一緒にいたい…」

## 登場人物

### 主要人物
※ 涼は中学2年の夏から大学1年冬まで、百合は大学2年冬までの間は空白期間として描かれていない。
宮原涼（みやはら りょう）
中学2年生（転校生）→大学3年生。14歳→20歳。幼少時からサッカーが好きで、転校前の中学でもサッカー部に所属して活躍。プロサッカー選手になるのが夢。
百合から彰の生まれ変わりで、顔はそんなに似てないが、表情や声、話し方、優しくていざという時は強いところなどすごく似ていると言われる。
大学は経済学部。大学でもサッカー部に所属している。中学2年の時、百合に告白するが、百合が彰への気持ちを自分に重ねているだけと思い込み、百合と離れてしまう。
加納百合（かのう ゆり）
中学2年生→大学3年生。14歳→20歳。1945年にタイムスリップし、出会って恋をした特攻隊員・彰のことが忘れられずにいる。
現代に帰還してからは反抗的な態度はなくなり、物静かで落ち着いた女子となっている。
大学は国際学部。国際関係学科で戦争や紛争をなくすための方法を研究している。
佐久間彰（さくま あきら）
故人。百合を愛しながらも、特攻隊員として出撃し1945年7月に20歳で他界。

### 百合の関係者
橋口（はしぐち）
百合と涼の同級生の女子。現代に戻った百合と親しい友人となっている。同じ高校に進学している。
偶然再会した涼から百合のことを聞かれ、「もしかしたらうまくいったかもしれないのに、わたしのせいで、だめになっちゃった」と百合の言葉を伝える。
有川、竹田
社会科見学の時に百合、橋口と同じグループになった女子。

### 涼の家族
涼の父
急に県外転勤が決まったため、涼に夏休み前の引っ越しと転校をさせることになる。
涼にサッカー選手の夢を見るなとは言わないが、ちゃんと普通の社会人になる道も用意しておけと言う。
涼の母
夫とともに涼がサッカーをすることは認めながらも、進学塾にも通って普通に進学することを強く勧める。

### 涼の関係者
高田祐輔（たかだ ゆうすけ）
中学のクラスメイト。サッカー部仲間。
吉川聡太（よしかわ そうた）
中学のクラスメイト。サッカー部仲間。

### 中学のクラスメイト
小川真穂（おがわ まほ）
派手で目立つ女子。
酒井（さかい）
明るくておしゃれ。クラスの男子の中心グループのリーダー格。バスケ部所属。
三島（みしま）
いじめの加害生徒。取り巻きの生徒とともに、同じクラスの男子・浅井の机に雑草を生けた花瓶を置き、白いチョークで「死」と殴り書きした。
浅井（あさい）
バスケ部。男子。

## 書誌情報
- 汐見夏衛（著）・あんよ（イラスト）『あの星が降る丘で、君とまた出会いたい。』（2020年12月28日発売[1]、スターツ出版文庫、ISBN 978-4-8137-1026-4）

## 関連作品
- 『君とまた出会うために。』 （書き下ろしデジタル小説）[7]

「あの花が咲く丘からあの星が降る丘へ至るまでの彰の物語」。『あの花が咲く丘で、君とまた出会えたら。』から『あの星が降る丘で、君とまた出会いたい。』までをつなぐ物語として、魂ひとつになった彰が生まれ変わってもう一度百合に出会い、生涯を共にしたいという一途な思いが描かれる。